# 馬乳

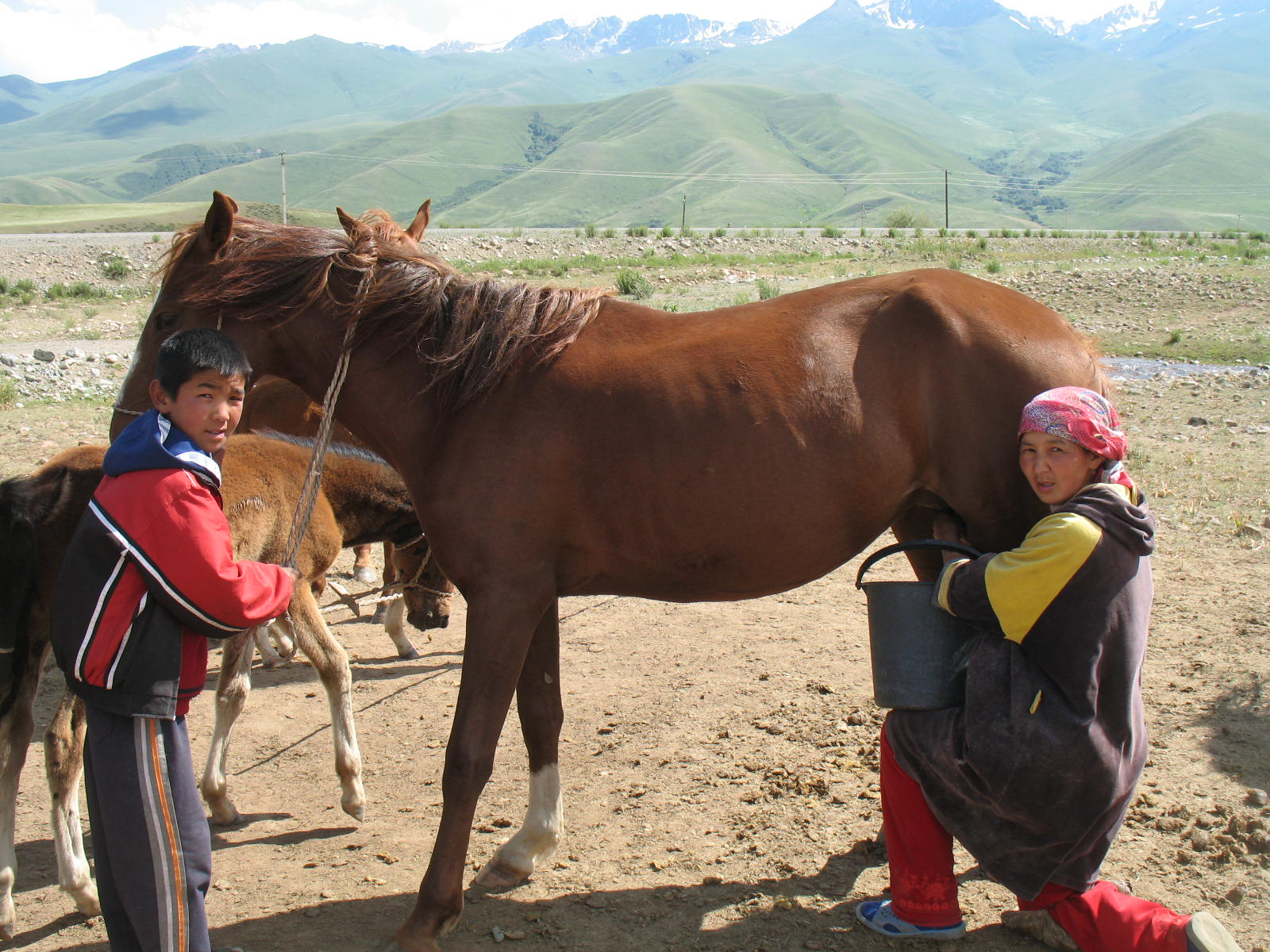
馬の乳搾りを行う女性（キルギス）

馬乳（ばにゅう、メアミルク、mare's milk）とは、ウマの乳汁である。馬乳は乳清タンパク質、多価不飽和脂肪酸に富んでいる。
モンゴル高原の遊牧民の間ではウマは重要な乳用家畜の一つであり、馬乳は馬乳酒（アイラグ）などの乳製品の原料とされる。
またヒトの母乳と似た成分構成をしているとされ、脱脂粉乳に加工されて栄養補助食品・健康補助食品、化粧品や石鹸などに配合されることもある。